# تونگلیاو
تونگلیاو (به زبان مغولی: ᠲᠦᠩᠯᠢᠶᠣᠤ ᠬᠣᠲᠠ، به لاتین: Tüŋliyou qota، معادل سیریلیک: Тонляо хот)(به چینی: 通辽布، به پین‌یین: Tōngliáo Shì) یک شهر در سطح ولایت در جمهوری خلق چین است که در مغولستان داخلی واقع شده‌است.

## خصوصیات
تونگلیاو  ۳٬۱۳۹٬۱۵۳ نفر جمعیت دارد و ۱۷۹ متر بالاتر از سطح دریا واقع شده‌است.

## تقسیمات اداری
شهر در سطح ولایت تونگلیاو به یک منطقه، یک شهر در سطح شهرستان، یک شهرستان و پنج لواء به شرح زیر تقسیم شده است:
- منطقه خورچین
- شهر خولین‌گول
- شهرستان کایلو
- لواء خوره
- لواء نایمان
- لواء جارود
- لواء چپ میانی خورچین
- لواء چپ عقبی خورچین

## خواهرخوانده
شهر دبرسن خواهرخواندهٔ تونگلیاو هست.